# 梁毅苗
梁毅苗，蒙古名纳迪亚，生于内蒙古自治区，毕业于中国传媒大学，现在是中国中央电视台体育频道主持人。

## 生平
梁毅苗出生于传媒世家，父母、弟弟都是新闻工作者，她的名字是她外婆取的，意思是坚强、茁壮成长。1994年，梁毅苗从银川第一中学毕业，同年考入中国传媒大学。1997年，梁毅苗到中国中央电视台体育频道实习，1998年正式上岗。现在主持《体坛快讯》节目。

## 私人生活
梁毅苗喜欢羽毛球运动，是明星羽毛球队的队员之一。